# لوور بورو
لوور بورو (به انگلیسی: Lower Boro) یک منطقهٔ مسکونی در استرالیا است که در نیو ساوت ولز واقع شده‌است.